# Орден Дружби народів (Білорусь)
Орден Дружби народів (біл. Ордэн Дружбы народаў) — державна нагорода Білорусі. Є вищою нагородою Республіки Білорусь для іноземних громадян.

## Статут ордена
Орденом Дружби народів нагороджуються громадяни:
- за значний внесок у справі по зміцненню миру, дружніх відносин і співробітництва між державами, консолідації суспільства та єдності народів;
- за особливо плідну діяльність зі зближення і взаємозбагачення національних культур;
- за високі досягнення у міжнародній громадській, благодійній та гуманітарній діяльності;
- за великий особистий внесок у розвиток та примноження духовного та інтелектуального потенціалу Республіки Білорусь, активну діяльність по захисту прав людини і соціальних інтересів;
- за особливі заслуги у розвитку зовнішньоекономічної діяльності, демократії та соціального прогресу.

Орден Дружби народів носиться на шийній стрічці.

## Опис
Орден Дружби народів являє собою знак, виконаний у формі п'яти — і десятикінцевої зірок. П'ятикутна зірка, покрита червоною емаллю і обрамлена по контуру опуклими краплями, накладається на десятикінечну зірку діаметром 59 мм, яка утворена п'ятьма золотистими пірамідальними гранями і п'ятьма золотистими пучками променів, що розходяться. У центрі ордена розміщено накладне зображення земної кулі з п'ятьма континентами, окремі деталі якого вкриті синьою емаллю. Земна куля облямована обідком
із зображенням рукостискань. Зворотний бік ордена має гладку поверхню, в центрі перебуває номер ордена.
Медаль за допомогою вушка і плоского кільця, до якого прикріплений прямокутний знак розміром 14×14 мм, який являє в мініатюрі Державний прапор Республіки Білорусь, з'єднується з муаровою стрічкою синього кольору шириною 44 мм
Орден Дружби народів виготовляється з срібла із позолотою.